# ولکا دوبرا
ولکا دوبرا (به لاتین: Velká Dobrá) یک منطقهٔ مسکونی در جمهوری چک است که در شهرستان کلادنو واقع شده‌است. ولکا دوبرا ۸٫۴۱ کیلومتر مربع مساحت و ۱٬۷۲۶ نفر جمعیت دارد و ۴۰۹ متر بالاتر از سطح دریا واقع شده‌است.